# Francis Rous (homme politique)
Francis Rous, né vers 1581 à Dittisham dans le Devon et mort le 7 janvier 1659 à Acton, est un théologien puritain et homme politique anglais. Il préside le « Parlement décharné », le semblant de parlement durant la dictature militaire d'Oliver Cromwell.

## Biographie
Fils d'un grand propriétaire terrien, il grandit dans la demeure familiale en Cornouailles. Son père, shérif du comté et proche ami de Sir Francis Drake, est adepte « de sermons et de l'examination spirituelle de soi », et transmet sa foi fervente à son fils. Francis Rous étudie au Broadgates Hall de l'université d'Oxford à partir de l'âge de 12 ans, puis à l'université de Leyde dans les Provinces-Unies, et enfin le droit au Middle Temple à Londres. Converti au calvinisme, il abandonne ses études de droit, mu par la conviction d'un destinée spirituelle. Il se marie trois fois dans les années 1610, ses deux premières épouses étant mortes peu de temps après leurs noces.
Il se consacre durant plusieurs années à étudier la Bible, se constitue une bibliothèque conséquente, et publie plusieurs traités évangélistes. Il y adopte une position fondamentaliste : Seule l'acceptation sans question des décrets divins, et non la raison humaine, peut mener au salut. Il prône la méditation comme « moyen d'atteindre une plus grande dépendance personnelle envers le Tout-Puissant ». Dans le même temps, il estime que certaines différences doctrinales entre les Églises ne doivent pas être considérées comme une entrave à l'unification du monde chrétien. Lors d'une publication en 1623 intitulée Huiles de scorpions : les misères de cette époque devenues médecines pour se guérir elles-mêmes, il se présente comme un « prophète de la colère de Dieu », décrivant ce qu'il considère comme les signes de cette colère divine (la peste, la pauvreté et le déclin du commerce extérieur) et présentant à ses lecteurs un programme pour leur repentance. En 1626, dans son Testis Veritatis, il dénonce l'arminianisme et le catholicisme romain.
Estimant que le gouvernement n'est pas suffisamment engagé dans la défense de la vraie foi, il se présente avec succès aux élections législatives de 1626, et est élu député de la ville de Truro à la Chambre des communes du Parlement d'Angleterre. Avec son mentor John Pym, il prend part à plusieurs commissions parlementaires qui travaillent sur des propositions de loi en matière religieuse, mais aucune n'est adoptée. Il est député de la ville de Tregony (en Cornouailles) au parlement de 1628. Ce parlement s'attache principalement à défendre les libertés publiques face à l'autoritarisme arbitraire du roi Charles Ier, et les considérations purement religieuses de Francis Rous ne reçoivent que peu d'écho parmi les députés.
Le roi ne convoque aucun parlement durant les années 1630, et Francis Rous se consacre à la méditation et à ses écrits. Il représente à nouveau la ville de Truro au « Court Parlement » d'avril / mai 1640, puis au « Long Parlement » à partir de novembre. Il continue à y siéger durant la guerre civile qui débute en 1642 entre les partisans du roi et ceux du Parlement. À partir de 1643 il est membre de l'assemblée de Westminster qui vise à restructurer l'Église d'Angleterre sur une base presbytérienne. En 1644, il est nommé président du collège d'Eton, poste qu'il occupera jusqu'à sa mort. En 1647 il est fait juge de paix pour le Devon. Lors de la « purge de Pride », le coup d'État militaire du 7 décembre 1648 qui expulse la plupart des députés du Parlement, il est autorisé à conserver son siège en vertu de ses positions puritaines. Il se retire toutefois lui-même du Parlement à la fin du mois, s'opposant aux préparatifs pour le procès du roi captif.
Il reprend son siège au « Parlement croupion » en février 1649 et publie deux ouvrages en faveur de la dictature militaire (dont The Lawfulness of Obeying the Present Government : La licité d'obéir au gouvernement actuel). Il prend part à un projet avorté de création d'une nouvelle Église d'État. En avril 1653, Oliver Cromwell dissout le Parlement en l'évacuant à nouveau par la force des armes. Le Conseil d'État du régime militaire nomme intégralement les membres d'une nouvelle assemblée législative, réunie en juillet sans élection. C'est l'« Assemblée nommée », mieux connue sous le nom de « Parlement décharné », qui n'est en réalité par un parlement puisqu'il n'est pas élu. Francis Rous y siège comme représentant du Devon, et est choisi par les membres pour présider l'assemblée. Celle-ci s'avère inefficace, se perdant en débats stériles, bien qu'elle parvienne à légaliser le mariage civil. Tôt le matin du 12 décembre, les membres les plus favorables à l'armée s'y réunissent, avec Rous, et votent la dissolution de ce « parlement ». Oliver Cromwell se fait Lord Protecteur : C'est le début du Protectorat. Francis Rous est fait membre du Conseil d'État,,.
Il siège aux parlements du Protectorat : à celui de 1654 comme député de Truro, et à celui de 1656 comme député de la Cornouailles. En avril 1656 il est nommé membre du comité chargé d'examiner la question de savoir si Oliver Cromwell doit être proclamé roi. En décembre 1657, il est fait membre de la « Chambre des lords de Cromwell (en) », avec le titre d'écuyer. Il meurt en janvier 1659 et, comme il l'avait souhaité, est inhumé dans la chapelle du collège d'Eton,.